# Mylabris quinquemaculata
Mylabris quinquemaculata là một loài bọ cánh cứng trong họ Meloidae. Loài này được Okamoto miêu tả khoa học năm 1924.